# 자객 오육칠
《자객 오육칠》(중국어: 刺客伍六七) 및 《오육칠》(伍六七)은 중국에서 제작된 코미디 장르의 웹 애니메이션 시리즈로, 넷플릭스에서도 서비스되고 있다. 영어 제목은 'Scissor Seven'이며, 이발소에서 일하고 가위를 다룰 줄 아는 어떤 사람을 주인공으로 한다.
중화인민공화국에서는 2018년경에 공개되었다.

## 등장인물
- 오육칠